# آرنولد هاربرگر
آرنولد کارل هاربرگر (زاده ۲۷ ژوئیه ۱۹۲۴) یک اقتصاددان آمریکایی است. رویکرد او به آموزش و تمرین اقتصاد تأکیدی بر استفاده از ابزارهای تحلیلی که مستقیماً برای مسائل دنیای واقعی قابل استفاده هستند دارد. تأثیر او بر اقتصاد دانشگاهی تا حدی با استفاده گسترده از اصطلاح «مثلث هاربرگر» شناخته می‌شود. اجرای سیاست اقتصادی تفکر وی با موقعیت‌های اجتماعی-سیاسی ویژه‌ای که پیروانش در سازمان‌های ملی مانند بانک‌های مرکزی و وزارت‌های دارایی و در آژانس‌های بین‌المللی مانند بانک جهانی کسب کردند، مشخص می‌شود.
هاربرگر مدرک کارشناسی خود در اقتصاد را از دانشگاه جان هاپکینز و کارشناسی ارشد و دکتری خود را به ترتیب در روابط بین‌الملل در سال ۱۹۴۷ میلادی و در اقتصاد در سال ۱۹۵۰ در دانشگاه شیکاگو کسب کرد. پس از تدریس در جان هاپکینز، هاربرگر به دانشگاه شیکاگو بازگشت و از سال ۱۹۵۳ تا ۱۹۸۲ به‌طور تمام وقت و از سال ۱۹۸۴ تا ۱۹۹۱ به صورت پاره وقت تدریس می‌کرد. از سال ۱۹۸۴، او استاد دانشگاه کالیفرنیا، لس آنجلس بوده‌است به عنوان استاد بازنشسته دست یافته‌است.
او در سال ۱۹۵۸ میلادی با آنیتا والجالو شیلیایی ازدواج کرد. این دو تا زمان مرگ او در سال ۲۰۱۱ با هم ماندند.

## سابقه کاری
رساله دکتری هاربرگر زیر نظر «Lloyd Metzler» به عنوان رئیس کمیته و کنث ارو و فرانکو مودیلیانی به عنوان مشاور نوشته شده بود. رساله او در مورد نظریه اقتصاد کلان بین‌المللی بود، اما شهرت دانشگاهی او اساساً مبتنی بر کار او در زمینه‌های اقتصاد مالیات، اقتصاد رفاه، و تجزیه و تحلیل سود - هزینه می‌باشد.